# Leopold Walk
Leopold Walk (* 3. November 1885 in Wien; † 1. November 1949) war ein österreichischer Ethnologe.

## Leben
Ab 1924 studierte er Völkerkunde. 1926 promovierte er bei Wilhelm Koppers. Er war von 1929 bis 1949 Titularprofessor (mit Lehrauftrag) an der katholischen Theologischen Fakultät der Universität Wien.

## Schriften (Auswahl)
- Die ersten Lebensjahre des Kindes in Südafrika. Anthropos 23. 1928, S. 38–109.
- Initiationszeremonien und Pubertätsriten der südafrikanischen Stämme. Anthropos 23. 1928. S. 861–966.
- Der Kausalitätsbegriff bei Schmidt-Koppers und Othmar Spann. Festschrift publication d’hommage offerte au P. W. Schmidt. 76 sprachwissenschaftliche, ethnologische, religionswissenschaftliche, prähistorische und andere Studien, Wien 1928. S. 969–977, OCLC 5883188.
- Bestattungsbräuche der ältesten Völker und ihre religiöse Bedeutung. Zeitschrift für Missionswissenschaft und Religionswissenschaft 20. 1930. S. 213–232, ISSN 0044-3123.
- Die Familie in Südafrika. Internationale Woche für Religions-Ethnologie. Luxemburg 1929. S. 256–269, ZDB-ID 306055-X.
- Die Sintfluttradition der Völker. Jahrbuch der Österreichischen Leo-Gesellschaft 1931. S. 60–81, ZDB-ID 555990-X.
- Die Jenseitsvorstellungen der ältesten Völker. Zeitschrift für Missionswissenschaft und Religionswissenschaft 22. 1932. S. 17–38, ISSN 0044-3123.
- Die Verbreitung des Tauchmotivs in den Urmeerschöpfungs- (u. Sintflut-)Mythen. Mitteilungen der Anthropologischen Gesellschaft in Wien, 63. 1933. S. 60–76, ISSN 0373-5656.
- Die Erziehung bei den Naturvölkern. In: Die nichtchristlichen Kulturvölker. München 1934. S. 25–99, OCLC 781574145.
- Das Mosaik der Friedhofskirche in Teurnia. Anthropos 29. 1934. S. 515–517, ISSN 0257-9774.
- Der Baum des Lebens. Anthropos S. 41–44. 1946–1949. S. 332–336, ISSN 0257-9774.
- Das Flutgeschwisterpaar als Ur- und Stammelternpaar zur Mythengeschichte Süd- und Südostasiens. Mitteilungen Gesellschaft für Anthropologie, Ethnologie und Prähistorie. 78–79. 1949. S. 60–115, ZDB-ID 515587-3.